# Лох крупнолистный
Лох крупнолистный (англ. Elaeagnus macrophylla) — вид цветковых растений из рода Лох (Elaeagnus), семейства Лоховые (Elaeagnaceae).

## Распространение
Лох крупнолистный произрастает в Восточной Азии.

## Описание
Лох крупнолистный это обширный вечнозелёный куст, вырастающий в 4 метра в высоту и 8 метров в ширину. Листья круглые, блестящие, во время молодости становятся серебристыми.
Осенью цветки кремового цвета, а весной вместо них растут красные плоды.

## Гибрид
Elaeagnus × submacrophylla, ранее Elaeagnus × ebbingei, это гибрид Лоха крупнолистного (Elaeagnus macrophylla) и Лоха колючего (Elaeagnus pungens). Этот гибрид и его сорта используют в садах как декоративные растения.